# Kistapolcsány

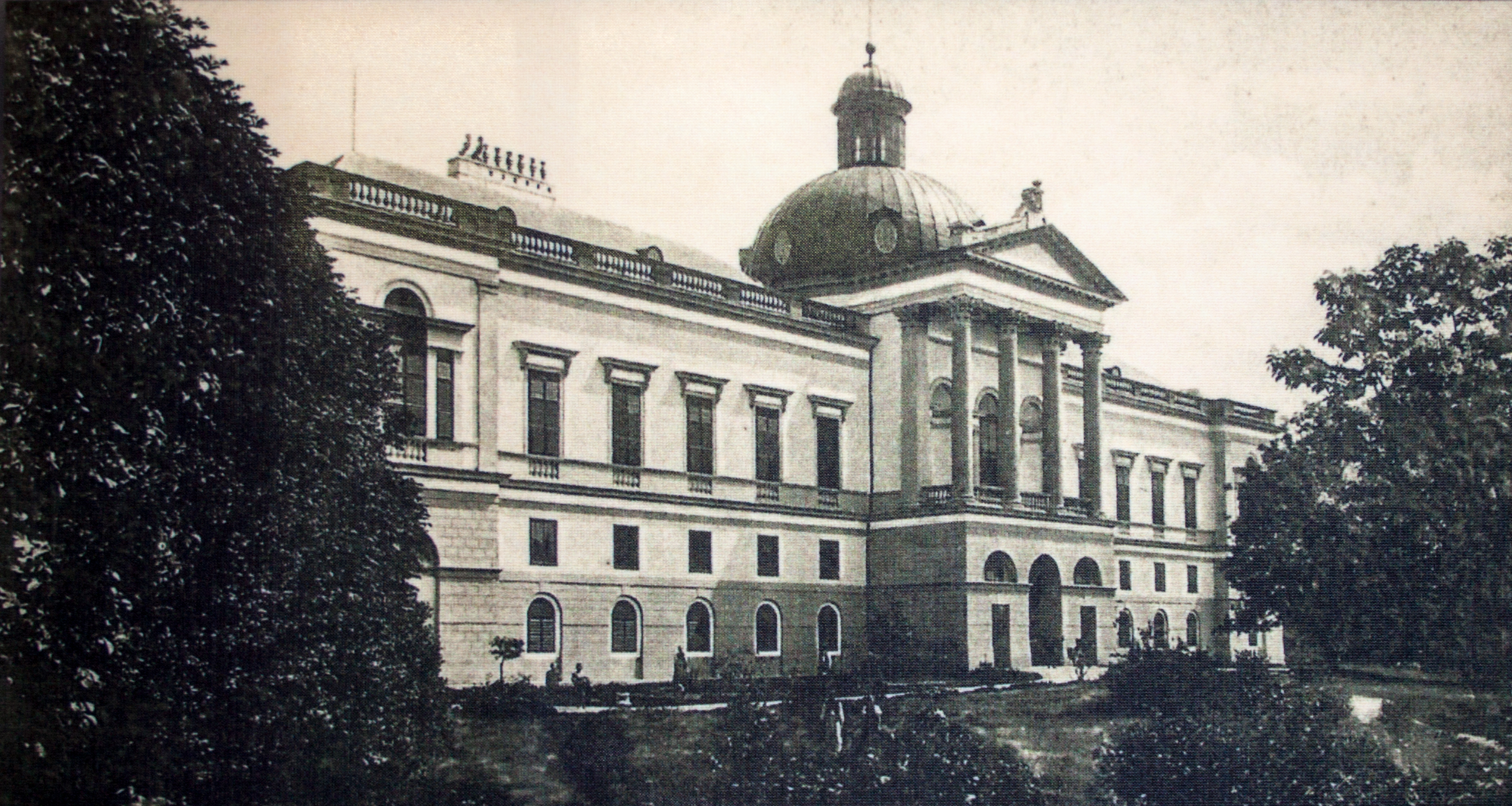
A kistapolcsányi kastély a 20. század elején

Kistapolcsány (szlovákul Topoľčianky, korábban Malé Topolčianky) község Szlovákiában, a Nyitrai kerület Aranyosmaróti járásában.

## Fekvése
A Zsitva folyó völgyében Aranyosmaróttól 4 km-re északkeletre, Nyitrától 32 km-re partján épült a Tribeč-hegység lábánál.
A A Zsitvavölgyi helyi érdekü vasút egyik állomása. A trianoni békeszerződésig Bars vármegye Aranyosmaróti járásához tartozott.

## Története
A régészeti leletek tanúsága szerint már a 6. században szláv település állt a Leveska és Hostjansky patakok közötti védett földnyelven..
1293-ban szerepel először írásban a nyitrai káptalan III. András királynak írt oklevelében szerepel Topolchen paruum alakban.
A tatárjárás után német hospesek telepedtek le a környéken. Feltételezik, hogy ilyen hospes lehetett az a Hochlow / Haslav comes, aki a barsi várjobbágyokkal árokkal és palánkkal övezett tornyot épített itt a 13. század közepén. A királyi birtokot 1307-ben Károly Róbert neki adta, és egyúttal királyi engedélyt arra, hogy a Leves-patakban arany után kutathasson. Ő lett a Kistapolcsányi család őse.
Az Árpád-ház kihalása után a Kistapolcsányiak Károly Róbert pártjára álltak, és ő 1307-ben Kys Thopulchani Jula fiának, Gergely mesternek (és másoknak is) engedélyt adott, hogy aranyat és ezüstöt mossanak a divékvölgyi Dobrodnya, Buhon és Novidzen falvak határában.
Amikor Csák Máté a Forgáchok őseitől elfoglalta Gímes várát, a Tapolcsányiak is behódoltak neki. Haslav comes Kistapolcsányt elcserélte Csák Máté egyik rokonával a Komárom megyei Hetény községért 100 márka ráfizetése mellett. Haslav fia Kistapolcsányi Gyula Csák Máté lévai várnagya lett.
1318. augusztus 9-én Esztergomban Csák Máté a Szt. János-lovagok konventjében Kistapolcsányt újból Gyula ispán lévai várnagyának adta, illetve Hetényért és a 100 márkáért visszacserélte. Ezt az adománylevelet november 11-én a konvent előtt privilegiális alakban újra kiadta („possessio seu villa Kystapolchan perpetualis extiterat eorundem Comitis Haslow et filii sui Jula ab antiquo”).
1321. július 6-án, Csák Máté halála után Kistapolcsányi Gyula Léva várát harc nélkül átadta a királynak, akitől Málas birtoka mellett egy ezüstbányát is kapott Bakabányán („cum spacio unius miliaris Backabanya superius annotata simul cum foro eiusdem iuxta regni consuetudinem”). 1323 táján (más forrásokban 1321-ben) Vörös Beke, Hrussó (Hurusov) híres várnagya Gyula ispánnak („dicti Rufi”) kistapolcsányi birtokát megtámadta és kifosztotta, wloghi majorjának sáfárját pedig fogságba hurcolta.
1344-ben a család tagjai egymással pereskedtek.
1347-ben jogot kaptak az aranymosásra Hrussó királyi vár és Kistapolcsány határában a Topolnycha patakból. A következő időszakban egymást követték a perek és hatalmaskodások a szomszédjaikkal.
1400-ban őket érte támadás: Fedémesi Miklós Kistapolcsányt, Malonyát és Ebedecet kirabolta s elpusztította.
1403-ban Zsigmond ellen Nápolyi Lászlót támogatták, és megpróbálták felmenteni az ostromlott várát, de az ostromot vezető (ghimesi) Forgách Péter nyitrai püspök csapatai megverték Kistapolcsányi János hadát. János belehalt a harcban szerzett sebeibe.
1467-ben a nyitrai káptalan tiltakozott az ellen, hogy a Kistapolcsányiak az ő erdejükből kivágott fákkal erősítették kastélyukat.
1535. április 1-én Hrussóy János (Zabláthi János) megtámadta Kistapolcsányt, ami akkor Kistapolcsányi György és Kistapolcsányi Tamás birtokában volt. A várat felgyújtották, Kistapolcsányi Lászlót nyíllal lőtték le, Kistapolcsányi Ferencet több másokkal a lángokba és füstbe fullasztották. Györgynek feleségét, Máriát csúf és becstelen szavakkal illették. Kistapolcsányi Györgyöt és Tamást sok jobbággyal együtt Hrussó várába, majd a turóci monostorba hurcoltatták (ma: Znióváralja). Kiszabadulásuk után nem mertek Kistapolcsányba visszatérni, 4 évig Garamszentbenedeken laktak.
Az 1559. évi országgyűlés 29. törvénycikkelye elrendelte, hogy a kistapolcsányi kastélyt a vármegye romboltassa le, mert a törökök könnyen megközelíthetik, rosszul őrzik és nincsenek meg a szükséges védelmi eszközök. A vármegye közbenjárására ezt nem tették meg, sőt az 1569. évi 19. tc. a végvárak közé sorolta és fenntartására az uradalom jobbágyait rendelte ki. Kistapolcsányi János a régi várat elbontotta és árkait betemette. Az új vár a réginél nagyobb és erősebb lett.
1600-ban mezőváros lett. 1616-ban a hrussó-kistapolcsányi uradalmat a király 46000 magyar forintért hethesi Pethe László bárónak és nejének, Kapy Annának adta.
1611-ben Kistapolcsányi Pál halála után nővérének férje, Enyingi Török István pápai kapitány elfoglalta Hrussó várát és a falut. Ez ellen a királyi kincstár tiltakozott. Török ennek ellenére 1612 május 12-én Tajnay Györgyöt hrussói és kistapolcsányi várkapitánnyá nevezte ki.
1614. július 15-én Tapolcsányi Ilona végrendeletében Hrussó várára és Kistapolcsányra vonatkozó összes jogát és korlátkői birtokrészét férjére, Török Istvánra hagyta. Ez ellen a kamara tiltakozott, és a nádor az ítéletében Hrussó várát, Kistapolcsányt, valamint tartozékait a Kistapolcsányiak férfiágának magva szakadtával a királyi kincstárra visszaháramlott jószágoknak mondotta ki. Ebbe Török István is beleegyezett.
1627 előtt Pethe László Anna nevű lányának kezével Kistapolcsányt és Hrussót Rákóczi Pál (Rákóczi Zsigmond erdélyi fejedelem 3. fia) szerezte meg, akitől 1636-ban fia, az akkor még kiskorú Rákóczi László örökölte. László kiskorúsága alatt Rákóczi György irányította a birtokokat. Rákóczi László 1660-ban lett nagykorú, ezután a kistapolcsányi várat reneszánsz várkastéllyá építette át. Az építkezésekkel 1662-re készültek el, amit a kapu feletti címer mutat.
1662-ben Rákóczi Lászlótól Kutik József uradalmi molnár azért kapott egy a Zsitván működő malmot, mert sok esztendő óta minden építkezésén, főleg a kistapolcsányi kastélyon dicséretre méltóan szakszerű munkát végzett.Jánosa várat átépítették, de 1664-ben azt mégis kirabolták a császáriak.
1664. május 27-én Nagyvárad visszafoglalási kísérlete során halt hősi halált Rákóczi László. Birtokait lánya, Rákóczi Erzsébet örökölte, az ő gyámja II. Rákóczi György özvegye, Báthory Zsófia lett. Kistapolcsányba a török veszély miatt hajdúkat rendeltek.
A Bányavidéki Főkapitányság 1665-ben Kistapolcsányban 100 lovast és 100 gyalogot tartott. Alapvetően erre az időre vezethető vissza a lótenyésztés hagyománya. 1674-ben ez a létszám 50 lovasra olvadt.1665-ben a várkastélyba vezényelt hajdúk garázdálkodtak a településen. A lakosok 1665 nyarán panaszt emeltek Báthory Zsófiánál ellenük, hogy házaikat elfoglalják, őket kinevetik és minden kevés javunkban nagy károsan szabadon disponálnak. A gabonát elviszik és kicsépelik — 20—30-an összeverődnek zsákokkal és az éretlen szőlőt, gyümölcsöt leszedik.” Báthory Zsófia szeptember 4-én Sárospatakról ezt felelte: „Gondgyokat viseljük mi immáris erről irtunk” a vármegyének. A hajdúk ezzel be nem érték, hanem a Rákóczy-árvák (Erzsébet és Borbála) várkastélyába betörtek, azt elfoglalták és kifosztották. Az őrség 1665. okt. 25-én II. Rákóczy Györgyné Báthory Zsófiához, az árvák gyámjához és fiához I. Rákóczi Ferenc fejedelemhez intézett levelében bocsánatot kért garázdálkodásáért, de a fejedelemasszony november 15-én Sáros várából panaszt emelt a vármegyénél ellenük. A vizsgálat szerint Suskovith János kapitánynak és Botka István vicekapitánynak is része volt a fosztogatásokban. Az ítélet elől a megnevezettek megszöktek. Báthory Zsófia ezért a hajdúk kivonulása után a kistapolcsányi kastély megerősítését vette tervbe, és a vármegye segítségét kérte azzal, hogy „szükségnek idején lehetne Kgknek odavaló refugiuma is”. A vármegye Kistapolcsánynak nagyobb erősséggé fejlesztése ellen foglalt állást, mert a hrussói erdőket a lakosság biztos és elegendő menedékének találta.
1668-ban Rákóczi Erzsébet feleségül ment gróf Erdődy Ádámhoz (?–1668), majd annak korai halála után gróf Erdődy Györgyhöz. Erzsébet asszony gyakori vendége volt II. Rákóczi Ferenc. Rákóczi Erzsébet a Rákóczi-szabadságharc kitörésekor horvátországi birtokaira menekült, és ott is halt meg 1707-ben. Birtokait Rákóczi Juliannára és Ferencre hagyta.
1696. május 28-án itt született II. Rákóczi Ferenc első fia, György Lipót.
1703. szeptember 17-én Ocskay kurucai csellel elfoglalták Lévát, majd innen kiindulva Kistapolcsányt, Párkányt, Kékkőt, Szitnyátés Csábrágot. Kitapolcsány élére Czeglédi István került. Ocskay októberben elvesztette Lévát, ennek hírére a Kistapolcsányt őrző 72 hajdú megszökött. A várkastély Bercsényi zólyomi győzelme után került ismét kuruc kézre.
A vesztes nagyszombati csata után Rákóczi Ferenc azt írta az emlékirataiban, hogy a Lipótvárat ostromló táborból elmenekült gyalogságot Kistapolcsányban gyűjtötte össze.
1705 januárjában itt volt Rákóczi főhadiszállása. 1708-ban a vesztes trencséni csata után Rákóczit Kistapolcsányba menekítette környezete. Augusztus 4-én itt jelentették neki az ezredesei, hogy a gyalogság szétoszlott. Bottyán János is itt kereste fel a fejedelmet. Ezután átmenetileg a kurucokat legyőző Heister tábornok foglalta el. Nyitra eleste után Pálffy János Ebergényivel és Ocskaival megerősítve, mintegy 3000 emberrel saját birtokát, Bajmócot kívánta visszafoglalni a kurucuoktól, de előtte őrséget helyezett az üresen hagyott kistapolcsányi várkastélyba és Hrussó várába. Heister utasította Stephan von Steinvillaz és Philipp Hartleben tábornokokat, hogy az alkalmas kastélyokba és várakba helyezzék el az embereiket télire. Ahol nem elég erős a kastély, azt sáncokkal erősítsék meg.
1705 februárjában II. Rákóczi Ferenc a várkastélyból kelteztetett levelet ("Datum ex Castello Kis-Tapolcsán, die 13. Mensis February Anno 1705.")
1706-ban Rákóczi Ferenc a béketárgyalások alatt Nyitrán fogadta feleségét, majd a kistapolcsányi várkastélyba költöztek át.1708-ban a vesztes trencséni csata után Rákóczit Kistapolcsányba menekítette a környezete. Augusztus 4-én itt jelentették neki az ezredesei, hogy a gyalogság szétoszlott. Bottyán Jánosis itt kereste fel a fejedelmet.
A szatmári béke után az emigrált II. Rákóczi Ferenc birtokait elkobozták. A már korábban császári kézre jutott Kistapolcsányt 1710-ben a Koháry család vásárolta meg, majd tőlük 1711-ben Zichy Károly szerezte meg. Ő kezdte felújítani a romos várkastélyt.
1742-ben a Zichy család a horvát származású Keglevich Ádámnak adta el a falut. A Keglevich családdal számos dalmát telepes is érkezett, akik fellendítették a zöldség- és gyümölcstermesztést, a szőlőtermesztést, a bor- és sörfőzést.
1787-ben Keglevich Károly a korábbi gótikus templom helyett új barokk templomot építtetett.
1818-ban Ádám fia, Keglevich János kezdte meg a várkastély átépítését. A déli szárny helyén egy klasszicista stílusú kastélyt építtetett Alois Pichl tervei alapján. Ez 1825-re készült el.
Vályi András szerint „Kis Tapolcsány. Mezőváros Bars Várm. földes Urai Gr. Keglevics, és Gr. Koháry Uraságok, lakosai katolikusok, fekszik hegyek között, Aranyos Maróthoz 1 mértföldnyire. Hajdani Tapolcsányi Tamás nevezetes vala kövérségéért, a’ kit FERDINÁND Tsászár lefestetni kivánt 1565. Azután Rákóczi Lászlónak bírtoka vala, a’ mint 1662-dikben épűltt kastéllyának felűlírattyából kitetszik, vólt erőssége lerontattatván 1578-ban megújjíttatott; Ispotállyát Bánfi Erzsébet, Rákóczinak Hitvese szerzette; új kastéllyával, ’s jeles Szentegyházával díszesíttetik; díszes úri kertye, szép majorsága, ’s vadas kertyei is vagynak itten az Uraságnak, ’s posztót készítő műhelye; Ebedecznél savanyú vize van; földgye jó, réttye számos, fája van, legelője elég, jó borait könnyen eladgya, piatza helyben, és másfél órányira.”
1890-ben Keglevich István eladta a falut Habsburg-Lotaringiai Károly Lajos főhercegnek, aki hét év múlva továbbadta azt József főhercegnek. A kastély Trianonig a család birtokában maradt.

## Népessége
| Év:            | 1994. | 2004.   | 2014.   | 2024.   |
| -------------- | ----- | ------- | ------- | ------- |
| Emberek száma: | 2935  | 2877    | 2705    | 2608    |
| Eltérés:       |       | -1,97 % | -5,97 % | -3,58 % |

| Év:            | 2023. | 2024.   |
| -------------- | ----- | ------- |
| Emberek száma: | 2617  | 2608    |
| Eltérés:       |       | -0,34 % |

- 1880-ban 1328 lakosából 1096 szlovák és 59 magyar anyanyelvű volt.
- 1890-ben 1363 lakosából 1212 szlovák és 85 magyar anyanyelvű volt.
- 900-ban 1583 lakosából 1356 szlovák és 166 magyar anyanyelvű volt.
- 1910-ben 1602 lakosából 1274 szlovák és 311 magyar anyanyelvű volt.
- 1921-ben 1782 lakosából 1706 csehszlovák és 54 magyar volt.
- 1930-ban 1976 lakosából 1942 csehszlovák és 6 magyar volt.
- 1991-ben 2890 lakosából 2861 szlovák és 5 magyar volt.
- 2001-ben 2888 lakosából 2854 szlovák és 3 magyar volt.
- 2011-ben 2747 lakosából 2688 szlovák és 3 magyar volt.

## Nevezetességei
- Fő nevezetessége a kastély.
- A kastély 12 hektáros vadasparkjában még egy klasszicista vadászkastély is áll; ezt ugyancsak Hild József tervezte.
- Az Alexandriai Szent Katalin tiszteletére szentelt plébániatemplom búcsújáróhely, búcsúja a Kármelhegyi Boldogasszony ünnepe. A templom 1784-ben Hefele Menyhért tervei alapján épült barokk-klasszicista stílusban. Kegyképét Emerich Károly festette 1730-ban, eredetileg a kastély kápolnájában volt. A búcsújárást a birtokos Rákóczi Erzsébet kezdeményezte, aki 1683-ban fogadalmat tett a Szűzanyának, hogy ha a várost megmenti a töröktől, elzarándokol a Szentföldre. A Kármel hegyéről azzal a meghatalmazással jött haza, hogy megalapíthassa a karmelitákat követő Kármelhegyi Boldogasszony Társulatot; a kegyhely alapítását XI. Ince pápa engedélyezte.
- A település népművészetét néprajzi kiállítás mutatja be.
- A park közelében található az ország egyik legnagyobb és leghíresebb tenyészközpontja, a Szlovák Nemzeti Csikófarm, amely a világhírű lipicai, hucul és arab lovak génállományát őrzi. Múltját és eredményeit egyedülálló Lovasmúzeum mutatja be. A Kistapolcsányi Nemzeti Ménes lipicai ménesében a tenyésztés hagyománya felkerült az UNESCO listájára.[7]
- A kistapolcsányi borüzem az ország legnagyobb borgazdasága évi ötmillió liter borral. Az üzem érdekes látnivaló is a királyi borút részeként. Különösen csábító Chateau védjegyű saját bora.[8]
- A falutól mindössze 6 km-re, Kislóc (Lovce) községben található az egyedülálló Bölény vadaskert. 1958-ban alakították ki, egyúttal a létesítményt védett tanulmányi területté nyilvánították a bölények védelme és főleg a fennmaradásuk érdekében.[9]
- Könnyed gyalogtúrával érhetők el Hrussó várának (Hrušov) romjai. A vár jelentősége a 14. században nőtt meg, miután a király birtokába került és az uradalom központja lett, mivel a környező patakokban aranyat lehetett mosni. 1708-ban a császári csapatok kirabolták, azóta lakatlan. 2004-től a nyitrai Leustach polgári társulás igyekszik megmenteni a teljes pusztulástól. A 2016-os nyári idegenforgalmi szezon kezdete óta a látogatók rollereket kölcsönözhetnek és legurulhatnak velük a romoktól Kistapolcsányba.[9]

### Kastély
Várkastélya a 15. században épült, 1662-ben átépítették. eredetileg késő gótikus vízivár volt, amelyet előbb a johanniták birtokoltak, majd Csák Máté. Az első plébániatemplomot a 14. század első felében építették. Várkastélyát a 15. században a Kistapolcsányi család építtette. 1559-ben az országgyűlés mint szükségtelen erődítményt le akarta bontatni, 1578-ban azonban mégis újjáépítéséről döntöttek.
A 18. század végén tovább bővítették, majd 1830-ban Hild József klasszicista stílusban tervezte át. Több tulajdonos után, 1890-ben Habsburg főhercegi birtok lett. Masaryk csehszlovák köztársasági elnök nyaralója volt.

## Gazdasága
A falu a nyitrai borvidék központja. Ennek megfelelően legfontosabb üzeme a szőlőfeldolgozó és borüzem (Vinárske závody Topolčianky, Cintorínska 31, 951 93 Topoľčianky, Szlovákia); ez az ország legnagyobb borgazdasága évi ötmillió liter borral.
Ugyancsak jelentős a Kistapolcsányi Nemzeti Ménes és ennek részeként a Szlovák Nemzeti Csikófarm.

## Neves kistapolcsányiak
- Itt született 1844-ben Lósy Géza matematikus, festő, fényképész, igazgató-telekkönyvvezető, udvari főbiztos.
- Itt született 1852-ben Machovich Izidor esperes, kanonok, apát.
- Itt született 1855. február 14-én Staud Lajos kúriai bíró, az MTA levelező tagja.
- Itt született 1856-ban Franz Wiesenthal festőművész.
- Itt született 1881-ben Szörényi Mihály kertész, botanikus.
- Itt született 1881-ben Klacsánszky Rezső tanár, érsekújvári városi képviselő.[10]
- Itt született 1899-ben Kelemen Endre főorvos, egyetemi tanársegéd, törvényszéki orvosszakértő.
- Itt hunyt el 1856-ban Keglevich János főispán, országgyűlési képviselő, valóságos belső titkos tanácsos és főudvarmester.
- Itt hunyt el 1857-ben Dlhovszky József teológiai doktor, katolikus pap, költő.
- Itt szolgált Rajczy János (?–1825) esperes, Bars vármegye táblabírája.
- Itt szolgált Merényi Lajos (1854-1919) főlevéltárnok.
- Itt szolgált Varázséji Gusztáv (1854-1887) lapszerkesztő, Vác város tanácsnoka.